# S-KON Gruppe
Die S-KON Gruppe mit Sitz in Hamburg ist ein Full-Service-Outsourcing-Dienstleister im Bereich Mobilfunk und Telekommunikation.
Die S-KON New Business AG als Holding umfasst die Tochtergesellschaften S-KON Sales Kontor Hamburg GmbH, S-KON eKontor 24 GmbH und S-KON Management Kontor GmbH. Die S-KON Gruppe beschäftigt derzeit ca. 650 Mitarbeitern an acht Standorten und hat im Jahr 2019 einen Umsatz von mehr als 140 Mio. Euro erwirtschaftet.
Die Dienstleistungsbereiche umfassen die Gebiete  E-Commerce, Logistik, Direkt- und Dialogmarketing.

## Geschichte

### Gründung
Am 6. Januar 2003 wurde die S-KON Sales Kontor Hamburg AG von Sven Kowitzke und Thomas Ott gegründet. Die wesentlichen Geschäftsbereiche waren zunächst Direktmarketing und Beratung.
2006 wurde die S-KON Medien Kontor GmbH gegründet. Um weitere Geschäftsfelder zu erschließen, folgten zunächst im Januar 2008 die S-KON Management Kontor GmbH und dann im Oktober 2008 die S-KON eKontor 24 GmbH. Die S-KON Management Kontor GmbH ist auf die Beratung und den Vertrieb im Bereich der Telekommunikation im B2B-Umfeld ausgerichtet. Die S-KON eKontor 24 GmbH fokussiert sich auf die Geschäftsbereiche E-Commerce und Fulfillment.

### Neustrukturierung der S-KON Gruppe im Jahr 2015
2015 kam es zu einer Neustrukturierung der S-KON Gruppe. So wurde aus der S-KON Sales Kontor Hamburg AG die heutige S-KON New Business AG. Die Vorstände sind die Firmengründer Thomas Ott und Sven Kowitzke.
Der Geschäftsbereich Dialogmarketing wurde in dem Zug aus der Holding rückwirkend zum 1. Januar 2015 in die bestehende S-KON Medien Kontor GmbH ausgegliedert und die S-KON Medien Kontor im gleichen Zuge in die S-KON Sales Kontor Hamburg GmbH umfirmiert.
Die S-KON Gruppe umfasst damit aktuell die S-KON New Business AG als Holding und die 100-%-Tochtergesellschaften S-KON Sales Kontor Hamburg GmbH, S-KON eKontor 24 GmbH und S-KON Management Kontor GmbH.
Die S-KON eKontor 24 GmbH entwickelt und vertreibt Shopsysteme und übernimmt zum Teil für die Kunden auch die Logistik. So werden neben den Eigenmarken gethandy.de und Prämienkontor auch beispielsweise die Tarifwelten-Shops von Media-Saturn betrieben.
Seit 2018 verfügt die S-KON eKontor24 GmbH über ein eigenes Logistikzentrum mit einer Fläche von ca. 1.400 m² in Neu Wulmstorf.
Die S-KON Sales Kontor Hamburg GmbH ist auf Direkt- und Dialogmarketing spezialisiert und betreibt hierfür sieben Callcenter mit über 600 Mitarbeitern an sechs verschiedenen Standorten in Norddeutschland und einer Niederlassung im Ausland. Die Niederlassungen befinden sich in Hamburg, Pinneberg (seit 2006), Lüneburg (seit 2008), Celle (seit 2013), Hannover (seit 2016), Hameln (seit 2017) und im kosovarischen Pristina (seit 2024). Zudem gab es von 2011 bis 2017 einen Standort in Berlin sowie von 2019 bis 2024 eine Niederlassung in Neumünster.